# 31336 Chenyuhsin
31336 Chenyuhsin este un asteroid din centura principală de asteroizi.

## Descriere
31336 Chenyuhsin este un asteroid din centura principală de asteroizi. A fost descoperit pe 19 aprilie 1998 la Socorro, New Mexico, în cadrul proiectului LINEAR. Asteroidul prezintă o orbită caracterizată de o semiaxă mare de 3,08 ua, o excentricitate de 0,09 și o înclinație de 9,1° în raport cu ecliptica.